# 武仙
武仙（？—1234年），威州（今河北井陉旧威州）人，金朝名将，兴定四年（1220年）被金宣宗封为恒山公。

## 生平
贞祐二年 （1214年），蒙古军入侵河北，他组织地主武装镇守威州西山，被金宣宗诏授为代理威州刺史。
兴定元年（1217年）三月，金将石海在真定（今河北正定）叛金。他领兵消灭石海，降其部众，并进驻真定，任权知真定府事。

### 初封恒山公
兴定四年（1221年），授任知真定府事，兼经略使，遥领中京留守，权元帅右都监。同年，宣宗将他封为恒山公，管辖中山、真定府、沃州、冀州、威州、镇宁、平定州、抱犊寨、栾城、南宫县等地。八月，在真定向蒙古军投降。蒙古军的部将史天倪任河北西路兵马都元帅，武仙为副。

### 再封恒山公
金哀宗正大二年（1225年），武仙杀死史天倪，叛蒙归金，被蒙古军击败，自真定南逃至南京开封府（今河南开封）。正大五年（1228年），哀宗复封他为恒山公，置府卫州（今河北汲县）。正大七年（1230年），他率军收复蒙古军占领的潞州（今山西长治），无果而退至卫州。蒙古军继而围攻卫州，但得到金援军的解救。武仙奉命调至胡岭关，扼守金州路（今陕西安康市西北的西州）。正大八年（1231年）十二月，赴邓州与完颜合达、移剌蒲阿军会师，意图阻止蒙古军经邓州攻南京（今开封）。

## 蒙金決戰
天興元年（1232年）正月，在三峰山（今河南禹州西南）被蒙古军击败，携从骑四十余人逃至南阳留山（今河南省南阳市南召县留山镇），收溃军十万人，兵势稍振。三月，开封被蒙古军包围，金哀宗以他为参知政事、枢密副使、河南行省，诏与邓州行省完颜思烈合兵救援。八月，兵行至密县东，完颜思烈兵败，他退回留山。后谋取裕城未成，兵败于柳河。遂徙军邓州、淅川（今河南淅川老城镇附近）。

### 兵敗身死
天興二年（1233年），金哀宗逃到蔡州（今河南汝南），遣使召他赴难，他率军自淅川而上，谋取宋金州。天興三年（1234年），蔡州城破，金亡，其军瓦解，率十余骑逃至泽州，被戍兵杀害。

## 延伸阅读
[在维基数据编辑]
 《金史·卷118》，出自脱脱《遼史》